# Liste der Biografien/Giv
Liste der Biografien |
Portal Biografien |
Personensuche
# |
A |
B |
C |
D |
E |
F |
G |
H |
I |
J |
K |
L |
M |
N |
O |
P |
Q |
R |
S |
T |
U |
V |
W |
X |
Y |
Z |
?
 
Ga |
Gb |
Gc |
Gd |
Ge |
Gf |
Gh |
Gi |
Gj |
Gk |
Gl |
Gm |
Gn |
Go |
Gp |
Gq |
Gr |
Gs |
Gu |
Gv |
Gw |
Gy |
Gz
 
Gia |
Gib |
Gic |
Gid |
Gie |
Gif |
Gig |
Gih |
Gij |
Gik |
Gil |
Gim |
Gin |
Gio |
Gip |
Gir |
Gis |
Git |
Giu |
Giv |
Giw |
Giy |
Giz
Die Liste der Biografien führt alle Personen auf, die in der deutschsprachigen Wikipedia einen Artikel haben. Dieses ist eine Teilliste mit 30 Einträgen von Personen, deren Namen mit den Buchstaben „Giv“ beginnt.

## Giv

### Giva
- Givan, Paul (* 1981), nordirischer Politiker (DUP), Mitglied der Nordirlandversammlung
- Givati, Roni (1940–2014), israelische Autorin
- Givaudan, Léon (1875–1936), französischer Parfümeur und Unternehmer
- Givaudan, Xavier (1867–1966), französischer Unternehmer

### Give
- Giveen, Clara (1887–1967), nordirisch-britische Suffragette und Brandstifterin
- Givehchi, Nasser (1935–2017), iranischer Ringer und Trainer
- Givel, Roger, Schweizer Medienunternehmer
- Given, Florence (* 1998), britische Bestsellerautorin, Künstlerin, Aktivistin und Influencerin
- Given, Shay (* 1976), irischer Fußballspieler
- Givenchy, Hubert de (1927–2018), französischer ModeschöpferHubert de Givenchy (1927–2018)

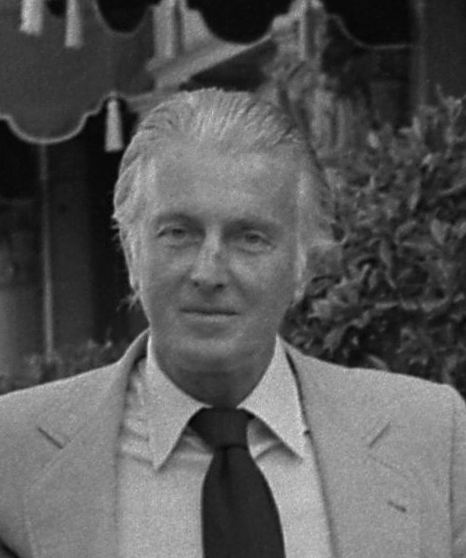
Hubert de Givenchy (1927–2018)

- Givens, Bob (1918–2017), US-amerikanischer Animator und Comicfigurenentwickler
- Givens, Don (* 1949), irischer Fußballspieler und -trainer
- Givens, Edward (1930–1967), US-amerikanischer Astronaut
- Givens, Philip Gerald (1922–1995), kanadischer Richter, Abgeordneter und Bürgermeister von Toronto
- Givens, Randy (* 1962), US-amerikanische Sprinterin
- Givens, Rebecca Ariane, kanadisch-chinesisches Fotomodell
- Givens, Robin (* 1964), US-amerikanische Schauspielerin
- Givens, Terri E. (* 1964), US-amerikanische Politikwissenschaftlerin
- Givens, Victoria (* 1970), US-amerikanische Pornodarstellerin
- Givens, Wallace (1910–1993), US-amerikanischer Mathematiker und Pionier in der Informatik
- Givental, Alexander (* 1958), US-amerikanischer Mathematiker
- Giveon (* 1995), US-amerikanischer R&B-MusikerGiveon (* 1995)

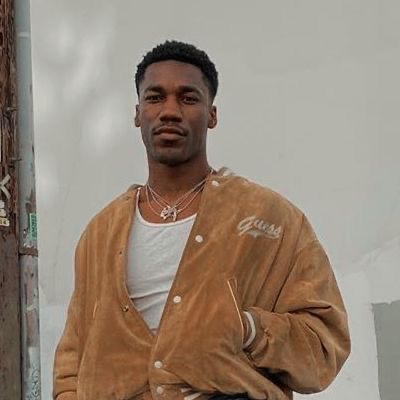
Giveon (* 1995)

- Giveon, Raphael (1916–1985), deutscher Ägyptologe
- Giverin, Rut Krüger (* 1971), norwegische Diplomatin
- Givet, Gaël (* 1981), französischer Fußballspieler

### Givi
- Givierge, Marcel (1871–1931), französischer General und Kryptoanalytiker

### Givo
- Givon, Asaf (* 1994), israelischer Schachspieler
- Givone, Daniel (* 1958), französischer Gitarrist des Gypsy-Jazz
- Givone, Sergio (* 1944), italienischer Philosoph

### Givr
- Givray, Claude de (* 1933), französischer Regisseur und Drehbuchautor